# Саккен, Эдуард
Барон Эдуард фон Саккен (нем. Eduard von Sacken; 3 марта 1825, Вена, — 20 февраля 1883, Вена) — австрийский геральдист и исследователь древнего мира.
Был директором минц-кабинета и музея древностей в Вене, коллекции которого описал в ряде изданий.

## Биография
Родился 3 марта 1825 года в Вене.
С 1840 года изучал философию в Вене и 29 апреля 1845 года получил в Венском университете степень доктора философии; 1 июня 1845 года поступил на службу в «Императорский Кабинет монет и древностей». С 1849 по 1852 год он занимался коллекцией Ambraser и опубликовал её подробное описание, за что получил в 1855 году золотую медаль за искусство и науку. В 1851 году стал читать в Венском университете лекции по художественной археологии средневековья.
В 1857 году за посвящение своего труда: «Доспехи и оружие коллекции Амбразера» получил бриллиантовый перстень. В 1861 году он был назначен третьим, а в 1863 — вторым хранителем «Кабинета монет и древностей»; с 1864 года — член Императорской Комиссии по изучению и охране памятников архитектуры (предшественник австрийского Федерального управления по охране памятников); в 1865 году вошёл в ученый совет Императорской Академии изобразительного искусства; 1868 г. в качестве первого хранителя со званием вице-директора. В 1871 году он был назначен директором минц-кабинета и музея древностей в Вене.
Был отмечен многочисленными орденами, в числе которых: рыцарский крест французского ордена Почётного легиона (1863), рыцарский крест ордена Франца-Иосифа (1867), орден Железной короны 3-й степени (1871). Член Австрийской академии наук.
Написал:
- «Leitfaden zur Kunde des heidnischen Altertums» (Вена, 1865),
- «Archäologischer Wegweiser durch Niederösterreich» (Вена, 1868—1878),
- «Das Grabfeld von Hallstadt» (Вена, 1868),
- «Katechismus der Baustile» (12-е издание, Лейпциг, 1896),
- «Katechismus der Heraldik» (5-е изд., Лейпциг, 1893) и др.